# Alexander Fjodorowitsch Hilferding

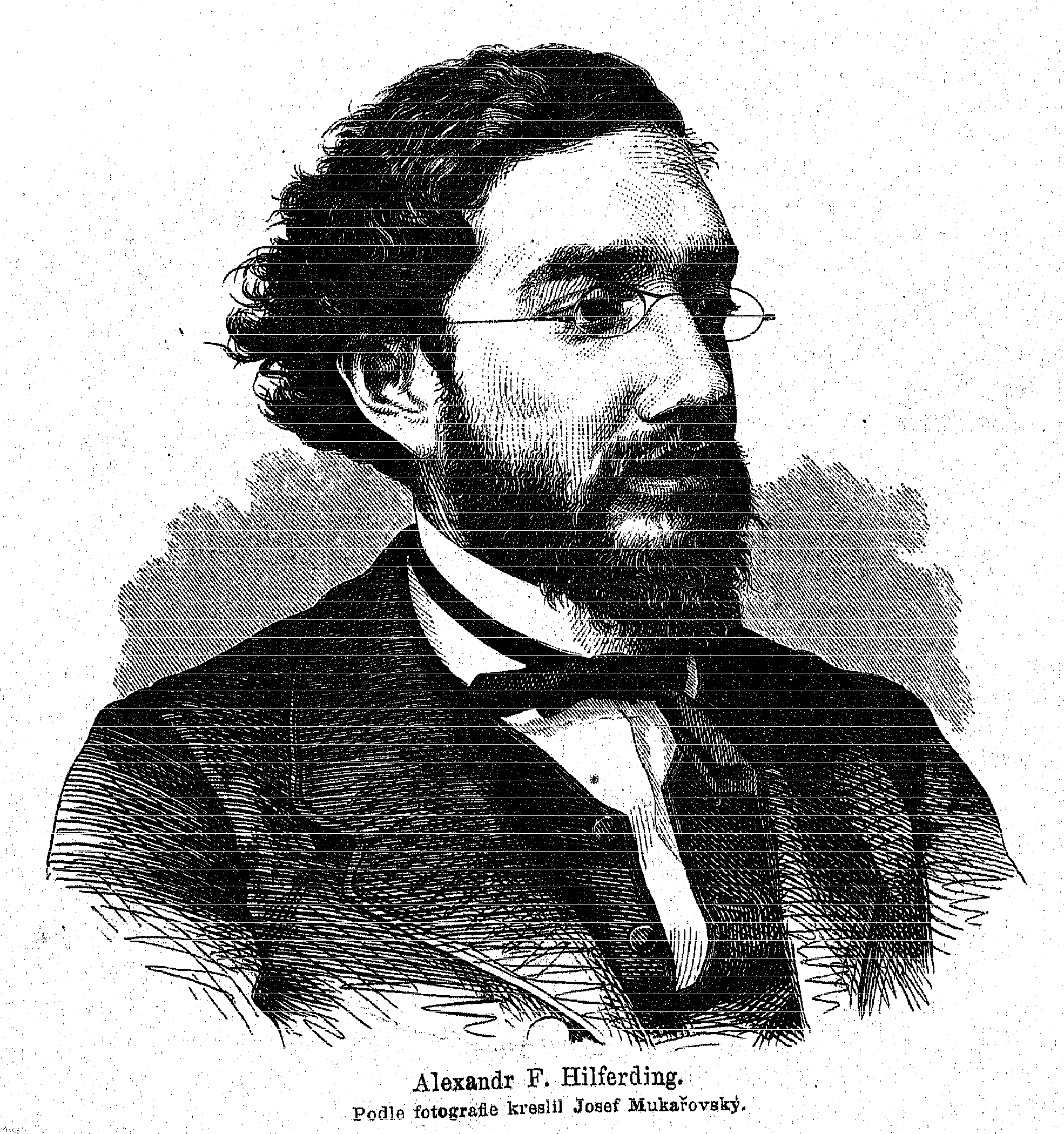
Alexander Hilferding (1872)

Alexander Fjodorowitsch Hilferding (russisch Александр Фёдорович Гильфердинг, auch in der Umschrift Gilferding, * 2. Julijul. / 14. Juli 1831greg. in Warschau; † 20. Junijul. / 2. Juli 1872greg. in Kargopol) war ein russischer Slawist und korrespondierendes Mitglied der Petersburger Akademie der Wissenschaften.

## Leben und Wirken
Hilferding wurde in der Familie eines hohen Beamten geboren und erhielt eine gute Ausbildung durch Hauslehrer. 1852 schloss er das Studium an der historisch-philosophischen Fakultät der Moskauer Universität mit einer Arbeit Über die Beziehungen der slawischen Sprachen zu anderen verwandten Sprachen ab. In den folgenden Jahren beschäftigte er sich mit den an der Ostsee lebenden Westslawen, vor allem den Kaschuben und den Slowinzen, über die er als Erster berichtete. Für seine Arbeit Geschichte der an der Ostsee lebenden Slawen (1855) wurde er 1856 zum korrespondierenden Mitglied der Petersburger Akademie der Wissenschaften gewählt.
Er trat anschließend in das Außenministerium ein und war ab 1856 Konsul in Bosnien. 1861 wurde er Mitarbeiter der Kanzlei des Staatsrats und arbeitete in den folgenden Jahren vor allem für die Kaiserliche Geographische Gesellschaft.
Im Sommer 1871 reiste er in das Gouvernement Olonez, wo er Bylinen sammelte. In weniger als einem Monat zeichnete auf über 2000 Seiten 318 Bylinen auf. Im Sommer des folgenden Jahres begab er sich zu demselben Zweck nach Kargopol, wo er aber kurz nach seinem Eintreffen an Typhus erkrankte und verstarb. Er wurde zunächst in Kargopol begraben und später nach Sankt Petersburg überführt.

## Veröffentlichungen (Auswahl)
- Geschichte der Serben und Bulgaren, 1856.
- Die sprachlichen Denkmäler der Drevjaner und  Glinjaner Elbslaven, 1857.
- Bosnien. Reiseskizzen aus dem Jahre 1857, 1858.
- Die Überreste der Slaven auf der Südseite des baltischen Meeres. In: Zeitschrift für slavische Literatur, Kunst und Wissenschaft. Band I, Heft 1, Bautzen 1862, S. 81–97 (Volltext), Band I, Heft 4, Bautzen 1864, S. 230–230 (Volltext) und Band II, Heft 2, Bautzen 1864, S. 81–111 (Volltext.)
- Worin hat man die Lösung der polnischen Frage zu suchen?, 1863.
- Ein unedirtes Zeugniss eines Zeitgenossen über Vladimir den Heiligen und Bolesłav den Kühnen. In: Zeitschrift für slavische Literatur, Kunst und Wissenschaft. Band II, Heft 3, Bautzen 1864, S. 179–206 (Volltext).

| Personendaten    | Personendaten                               |
| ---------------- | ------------------------------------------- |
| NAME             | Hilferding, Alexander Fjodorowitsch         |
| ALTERNATIVNAMEN  | Гильфердинг, Александр Фёдорович (russisch) |
| KURZBESCHREIBUNG | russischer Slawist                          |
| GEBURTSDATUM     | 14. Juli 1831                               |
| GEBURTSORT       | Warschau                                    |
| STERBEDATUM      | 2. Juli 1872                                |
| STERBEORT        | Kargopol                                    |